# Gesetz zur sozialrechtlichen Absicherung flexibler Arbeitszeitregelungen
Durch das als Artikelgesetz verabschiedete Gesetz zur sozialrechtlichen Absicherung flexibler Arbeitszeitregelungen, umgangssprachlich auch „Flexigesetz“ genannt, wurden eine Reihe von Gesetzen, vor allem das Dritte bis Sechste sowie das Zehnte und Elfte Buch des deutschen Sozialgesetzbuches geändert.
Ausgangspunkt waren die Überlegungen, Arbeitszeitregelungen in der Weise flexibler zu machen, dass die starre Verbindung von Geld verdienen und Geld ausgeben (Konto-"Ausgleich" am Monatsende) aufgehoben wurde. Verschiedene Arbeitszeitkonten über das Kurzzeitniveau hinaus (Abrechnung in der Regel per ultimo 31. Dezember des Jahres) sollten nicht nur geführt werden können, sondern auch in das passende steuerliche, sozialversicherungsrechtliche Umfeld eingepasst werden, siehe auch: Langzeitkonto.
Zu regeln war speziell die Frage nach der sozialversicherungsrechtlichen Behandlung des verdienten, aber noch nicht ausgezahlten Lohns und die Verwendung dieses Lohns für Freistellungen während des Arbeitslebens, vor allem aber mit dem Zweck der Lebensarbeitszeitverkürzung Lebensarbeitszeitkonto.